# The Nu Niles
The Nu Niles es una banda de rock española.

## Biografía
The Nu Niles se formaron en 1996 y desde entonces no han dejado de hacer música. Empezaron su carrera como banda de rockabilly en su concepto más puro, cuando ese estilo parecía estar en contra de cualquier movimiento musical y posiblemente fuese el estilo más underground del momento. Actualmente el estilo de la banda contiene ingredientes de puro rock and roll, rockabilly, surf, punk, ska, tex-mex o spaguetti western consiguiendo un estilo propio y característico.
El grupo está formado por Mario Cobo en la guitarra y la voz, Ivan Kovacevic al contrabajo y Blas Picón en la batería.
Más de 10 giras europeas, dos en la Costa Oeste de los Estados Unidos, y habiendo actuado en los festivales más prestigiosos de rockabilly / rock and roll del mundo como Viva Las Vegas (Estados Unidos 2002), Greenbay (EE. UU. 2003 y 2005), Hemsby (Reino Unido 1998 y 2001), Rockin' Rollin' Walldorf (Alemania 2000), Summer Jamboree (Italia 2004), Psychomeeting (2005) o el Hollywood Showdown (California 2005/2007) entre otros.
The Nu Niles tienen una sólida reputación en directo y su último disco fue producido por el legendario Mike Mariconda (The Devil Dogs, The Stepbrothers, Raunch Hands...)

## Discografía
- 1998 Haircut Boogie (EP, El Toro Records).
- 1999 Good Luck, Good Friends & Good Rockin'  (álbum, Part Records).
- 2000 El Tren de la Costa  (EP, Part Records).
- 2000 Good Luck, Good Friends & Good Rockin' (CD, Part Records).
- 2003 Get Set… Go! (CD, Alpina Records).
- 2005 Destination Now (CD, Revel Yell Music).
- 2007 You didn't come to my funeral (álbum en formato CD, El Toro Records).
- 2009 El Crujir de Tus Rodillas / Ya Llegan (PIAS Spain).
- 2009 Sin Rendición.
- 2011 Nu Niles.
- 2015 Código Rocker, junto a Loquillo.

## Colaboraciones
The Nu Niles han colaborado como músicos de sesión en los discos de músicos internacionales del calibre de Mitch Woods, Little Rachel, Rocky Burnette, Pigmy, Down Home, The Lazy Jumpers, Bop Pills, Loquillo.... También han compartido escenario con gente como Stray Cats, Kim Lenz, etc.

## Otros datos
Su disco de 2005 fue considerado como uno de los mejores trabajos nacionales del año por la prestigiosa revista Mondosonoro y el de 2007 obtuvo la consideración de segundo disco del año por el portal de rock SonicWaveMagazine. 
En 2015, junto al rocker barcelonés Loquillo, grabaron Código Rocker. Un disco de rock'n roll con temas míticos del cantante catalán y de The Nu Niles. 
El disco fue un éxito llegando al número 1 en ventas en varias semanas.